# Classe Allen M. Sumner
La classe Sumner e la derivata classe Gearing, sono classi di cacciatorpediniere statunitensi, ultime evoluzioni delle navi di questa categoria della US Navy della Seconda guerra mondiale, derivati dai precedenti Fletcher, ma con tre torri binate per cannoni da 127mm Mk 38, mentre l'armamento silurante era come nei Fletcher di 10 tubi lanciasiluri in 2 impianti quintupli. La difesa antiaerea ravvicinata era costituita da dodici cannoni da 40mm in due impianti quadrupli e due binati.

## Progetto
La progettazione della nuova classe di cacciatorpediniere partiva dalla necessità di possedere un potenziale di fuoco antiaereo maggiore, che veniva risolta con una disposizione più compatta dell'armamento grazie alla sostituzione dei cinque cannoni in impianti singoli con sei cannoni in tre impianti binati, i quali come risultato davano un cannone in più con una minore lunghezza richiesta delle sovrastrutture. Lo scafo venne allargato di 45 cm rispetto ai Fletcher per l'alloggiamento delle torri d'artiglieria più larghe di quelle precedenti. Con questa modifica alle batterie principali si lasciò spazio per ben 12 cannoni Bofors da 40 mm installati in due impianti quadrupli e due binati, molto compatti e capaci di offrire un gran volume di fuoco concentrato. Questi cannoni erano ancora privi di munizioni di prossimità, ma dotati di piccoli radar di tiro.
Per il resto le navi erano simili alla classe Fletcher.

### La classe Gearing
La successiva Gearing ebbe un cambiamento nella sua funzione; essa non era più quella di nave multiruolo, ma decisamente di nave antiaerea, causa i kamikaze. Le unità della classe Gearing erano oltre 4 m più lunghe dei Sumner e l'ingrandimento dello scafo oltre a costituire una piattaforme più stabile aumentò la capacità di carico del carburante di 160 tonnellate che incrementarono del 30% il raggio di azione di queste navi.

### La classe Robert H. Smith
Alcune unità della classe Sumner vennero trasformate, piuttosto curiosamente, in cacciatorpediniere posamine con la rimozione dei lanciasiluri, sostituiti con le predisposizioni per 100 mine. Ciò accadde per 12 navi sulle 58 complessive. Queste unità costituirono una sottoclasse denominata classe Robert H. Smith.

## Impiego operativo
Comparse assai tardi nella guerra, le unità della Classe Allen M. Sumner ebbero un impiego di difesa antiaerea. Il cacciatorpediniere Aaron Ward venne affondato al quinto attacco kamikaze, mentre il cacciatorpediniere Laffey, sopravvisse a ben sei attacchi ed è stato preservato come nave museale.
Nel corso del secondo conflitto mondiale quattro unità vennero affondate in combattimento mentre una quinta nave della classe gravemente danneggiata non ritorno più in servizio e venne demolita dopo il conflitto. Successivamente i Sumner presero parte sia alla guerra di Corea che alla guerra del Vietnam. Queste navi ebbero un impiego soprattutto postbellico, sia con la flotta USA che con altre marine prendendo parte a innumerevoli dispiegamenti operativi per i 20 anni successivi, prima che i cacciatorpediniere missilistici li sostituissero gradatamente. Queste navi vennero aggiornate agli standard FRAM I e FRAM II, con miglioramenti vari a radar, sonar, armi (cannoni da 76mm) ed altro, ed anche, talvolta, un elicottero drone a poppa e un lanciamissili ASROC a centro nave, al posto dei siluri.
La prima "motivazione" per l'entrata in guerra degli USA in Vietnam fu il cosiddetto Incidente del Golfo del Tonchino, in cui i caccia Turner Joy e Maddox sarebbero stati attaccati da motosiluranti, ma non si sa se questo attacco sia mai realmente avvenuto e, se in caso affermativo, come le cose si siano svolte. Alla fine della guerra, nel 1972, un MiG-17 guidato da uno dei pochi piloti nordvietnamiti addestrati all'attacco antinave attaccò il cacciatorpediniere Higbee, e lo colpì con una bomba, che distrusse uno degli impianti da 127mm, per fortuna in quel momento privo di equipaggio, così vi furono solo quattro feriti.

## Servizio per altri paesi
Molte navi della classe vennero successivamente cedute a Marine di alleati degli Stati Uniti, nell'ambito del Mutual Defense Assistance Program.
Nell'insieme Argentina, Brasile (5 Sumner e 2 Gearing), Grecia (1 Sumner e 7 Gearing), Turchia, Taiwan ed altre marine vennero in possesso, specie durante gli anni settanta, di navi come queste, che vennero ulteriormente ammodernate, grazie al volume e alla stabilità degli scafi.

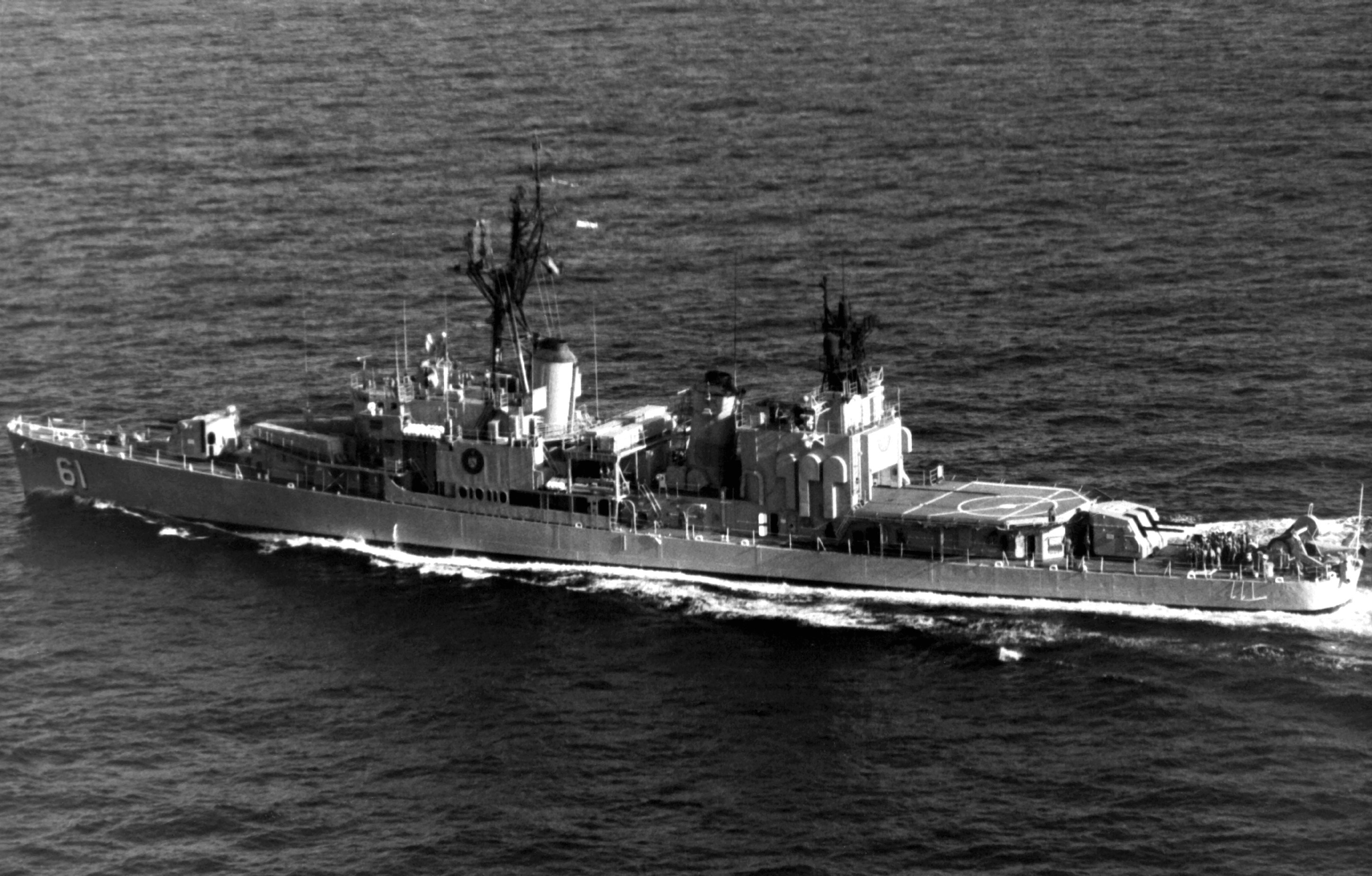
Il cacciatorpediniere iraniano Babr

I Sumner furono venduti alle seguenti marine:
- Argentina
- Brasile
- Cile
- Colombia
- Corea del Sud
- Grecia
- Iran
- Taiwan
- Turchia
- Venezuela

### Grecia
La Grecia acquistò una nave della Classe Sumner e sette navi classe Gearing che erano state aggiornate agli standard FRAM I/II. Alcune di queste unità erano ancora in servizio negli anni novanta

### Taiwan
I cacciatorpediniere Gearing, Sumner e Fletcher sono stati aggiornati in altri standard, costosi e necessari in quanto la nazione aveva difficoltà a trovare nuove unità d'altura a causa dell'ostilità della Cina su eventuali fornitori:
- Yang: riguardò 3 navi aggiornate con missili Gabriel e sensori aggiornati, con limitato successo per l'integrazione del complesso.
- Wugin I: riguardò 13 navi con sistema di combattimento IAI Reshet israeliano, cannoni Mk 75 Compatto, Bofors L70, missili antinave Hsiung Feng da 40 km di gittata.
- Wugin II: riguardò 4 navi, con sistema di combattimento Honeywell H-930 Mod. 1, cannoni da 127mm originari, moderni da 40 e 76, missili antinave del tipo summenzionato e missili SAM Sea Chaparral, ASW ASROC, siluri da 324mm, sistemi sonar a profondità variabile, sistema elettronico della CSIST taiwanese, con ECM/ESM, lanciachaff.
- Wugin III: riguardò 7 navi, con sistema di combattimento simile al precedente, radar olandesi DA.08 e STIR, radar americani di vario genere, sistemi di guerra elettronica Chang Feng della CSIST di fabbricazione nazionale.

Disponevano di: 1 cannone da 76mm Mk 75 Oto Melara Compatto a prua, 1 sistema CIWS Vulcan Phalanx a poppa, 10 contenitori di lancio per missili SM-1 antiaerei e antinave, 6 a poppa e 4 a prua. Essi sono stati necessari perché non era possibile installare sistemi come gli Mk 13, e non erano ancora disponibili i VLS Mk41, probabilmente abbastanza compatti per essere installati negli scafi.
Delle 27 unità, 17 hanno avuto anche un hangar per un minuscolo elicottero Hughes MD500 Defender, in versione antisom: si tratta di un minuscolo elicottero ASW, con MAD, radar e 1-2 siluri Mk 44 o Mk 46. Essi sono utili pure per azioni di designazione bersagli per missili antinave oltre l'orizzonte.

### Argentina
L'Argentina aveva invece i suoi cacciatorpediniere equipaggiati con standard FRAM I e soprattutto missili antinave MM.38 Exocet. Il 2 maggio 1982, durante la Guerra delle Falkland, il cacciatorpediniere argentino Hipólito Bouchard (ex USS Borie) , venne silurato dall'HMS Conqueror, durante l'affondamento del Belgrano, e se la cavò in quanto il siluro non esplose, lasciando solo un'ammaccatura.

### Cile
Negli anni settanta il Cile acquistò per la sua marina due Sumner.
Il 15 dicembre, 1973 il cacciatorpediniere Douglas H. Fox posto in disarmo venne venduto al Cile e ribattezzato Ministro Portales (DD-17) nella nuova marina di appartenenza. Tra il 1975 e il 1976 venne sottoposto a lavori di ammodernamento, nel corso dei quali venne ingrandito il ponte di volo. Nel 1978, durante la crisi con l'Argentina venne spedito nella zona della Terra del Fuoco. Posto in disarmo nel 1990, venne usato come bersaglio ed affondato alle 15:47 (ora cilena) dell'11 novembre 1998 al largo di Capo Horn.
Il cacciatorpediniere Charles S. Sperry venne venduto e trasferito al Cile l'8 gennaio 1974 e ribattezzato Ministro Zenteno (DD-16) venne radiato nel 1990 venduto per demolizione.

### Fine di un'era
Impiegate ampiamente con un gran numero di marine altrimenti prive di capacità di acquisire una flotta di navi moderne, le Sumner/Gearing hanno operato per 50 anni e oltre in tutti gli oceani. Anche se ormai queste navi sono state oramai per lo più rottamate, esse hanno dimostrato quanto i loro robusti e capaci scafi fossero aggiornabili, con una maggiorazione notevole della loro efficacia complessiva. La loro stazza e robustezza lo consentivano, ed esse hanno implementato una serie di ammodernamenti importanti, anche se la mancanza di spazio per lanciamissili antiaerei moderni le ha rese solo una soluzione parziale per le esigenze operative moderne.
Questi bastimenti non erano in assoluto i più potenti e grandi cacciatorpediniere, ma un eccellente compromesso per esigenze diverse (per esempio, i cannoni, non eccessivamente potenti, potevano però essere usati in ruolo anche antiaereo), che dimostrava una dose di pragmatismo notevole nel redigere le specifiche operative, che resistettero alle tentazioni di gigantismo insite nei miglioramenti ai progetti.
L'ultima classe di cacciatorpediniere convenzionali statunitensi aprì la strada alla successiva generazione di unità missilistiche.